# WWE LFG
WWE LFG (che significa Legends & Future Greats) è una serie televisiva statunitense di wrestling professionale prodotta dalla WWE. La serie ha debuttato su A&E il 16 febbraio 2025, in sostituzione di WWE NXT Level Up.

## Format
La serie coinvolge talenti in ascesa che competono per ottenere un contratto NXT. I concorrenti sono guidati da veterani e Hall of Famers della WWE, tra cui Bubba Ray Dudley, The Undertaker, Shawn Michaels, Mickie James e Booker T.

## Cast
| Concorrente      | Età | Provenienza               | Contesto lavorativo   |
| ---------------- | --- | ------------------------- | --------------------- |
| Anthony Luke     | 28  | Roseville, California     | Football americano    |
| Bayley Humphrey  | 23  | Chandler, Arizona         | Ginnastica acrobatica |
| Brayden "BJ" Ray | 25  | Corona, California        | Lotta olimpica        |
| Chris Island     | 22  | Vacaville, California     | Lotta olimpica        |
| Cutler James     | 24  | Allentown, Pennsylvania   | Lotta olimpica        |
| Dani Raye        | 23  | Nashville, Tennessee      | Cheerleading          |
| Drake Morreaux   | 26  | Baton Rouge, Louisiana    | Football americano    |
| Elijah Holyfield | 27  | College Park, Georgia     | Football americano    |
| Jasper Troy      | 26  | Huffman, Texas            | Football americano    |
| Leigh Laurel     | 29  | Columbia, Maryland        | Culturismo            |
| Penina Tuilaepa  | 25  | Las Vegas, Nevada         | Rugby a 15            |
| Shiloh Hill      | 26  | Mission Viejo, California | Football americano    |
| Sirena Linton    | 23  | Phoenix, Arizona          | Ginnastica            |
| Tatyanna Dumas   | 25  | Adelaide, Australia       | Basket                |
| Troy Yearwood    | 24  | Cheasapeake, Virginia     | Atletica leggera      |
| Tyra Mae Steele  | 32  | Katy, Texas               | Lotta olimpica        |
| Zena Sterling    | 21  | Broadview Heights, Ohio   | Nuoto                 |

| Nome           | Ruolo                                                     |
| -------------- | --------------------------------------------------------- |
| Alicia Taylor  | Annunciatrice                                             |
| Joe Tessitore  | Narratore                                                 |
| Matt Bloom     | Capo allenatore del WWE Performance Center                |
| Shawn Michaels | WWE Senior Vice President of Talent Development, Creativo |
| Molly Holly    | Allenatore del WWE Performance Center                     |
| Terry Taylor   | Allenatore del WWE Performance Center                     |
| Jeremy Borash  | Commentatore                                              |
| Vic Joseph     | Commentatore                                              |

## Squadre
| Legend           | Future Greats    |
| ---------------- | ---------------- |
| Booker T         | Anthony Luke     |
| Booker T         | Jasper Troy      |
| Booker T         | Leigh Laurel     |
| Booker T         | Penina Tuilaepa  |
| Bubba Ray Dudley | Brayden "BJ" Ray |
| Bubba Ray Dudley | Cutler James     |
| Bubba Ray Dudley | Drake Morreaux   |
| Bubba Ray Dudley | Tatyanna Dumas   |
| Bubba Ray Dudley | Zena Sterling    |
| Mickie James     | Chris Island     |
| Mickie James     | Dani Raye        |
| Mickie James     | Sirena Linton    |
| Mickie James     | Troy Yearwood    |
| The Undertaker   | Bayley Humphrey  |
| The Undertaker   | Elijah Holyfield |
| The Undertaker   | Tyra Mae Steele  |
| The Undertaker   | Shiloh Hill      |

### Annotazioni
1. 1 2  I Future Greats hanno selezionato la propria Legend nel primo episodio di WWE LFG, messo in onda il 16 febbraio 2025.

### Riferimenti
1. ↑  (EN) A&E and WWE to debut new in-ring competition series “WWE LFG” in early 2025, su WWE. URL consultato il 10 maggio 2025.
2. ↑  (EN) Denise Petski, A&E & WWE Expand Partnership With New Competition Series, su Deadline, 6 dicembre 2024. URL consultato il 10 maggio 2025.
3. ↑  (EN) James Holder, WWE Show Set To Be Scrapped And Replaced – TJR Wrestling, su tjrwrestling.net, 20 dicembre 2024. URL consultato il 10 maggio 2025.
4. ↑  (EN) Rick Porter, A&E, WWE Expand Partnership With Competition Series, su The Hollywood Reporter, 6 dicembre 2024. URL consultato il 10 maggio 2025.
5. ↑  (EN) J. D. Knapp, Triple H, Undertaker Seek the Next Generation of Wrestling Superstars in 'WWE LFG' Competition Series, su TheWrap, 6 dicembre 2024. URL consultato il 10 maggio 2025.
6. ↑  (EN) Andrew Ravens, WWE LFG: New Competition Series Coming to A&E in 2025, su sescoops.com, 6 dicembre 2024. URL consultato il 10 maggio 2025.
7. 1 2  (EN) Matt ten-Hoeve, THE WWE LFG PREMIERE EPISODE REPORT | PWInsider.com, su web.archive.org, PWInsider, 21 febbraio 2025. URL consultato il 10 maggio 2025 (archiviato dall'url originale il 21 febbraio 2025).